# Festuca takasagoensis
Festuca takasagoensis är en gräsart som beskrevs av Jisaburo Ohwi. Festuca takasagoensis ingår i släktet svinglar, och familjen gräs.
Artens utbredningsområde är Taiwan. Inga underarter finns listade i Catalogue of Life.